# ジェットパイロット
ジェットパイロット（Jet Pilot、1944年 - 1965年）とは、アメリカ合衆国生産のサラブレッドの競走馬、種牡馬である。1947年のケンタッキーダービーに優勝した。

## 経歴
1944年に生まれた栗毛の牡馬で、父ブレニムも母父サーギャラハッドも生産者であるアーサー・ボイド・ハンコックの開設したクレイボーンファームが購入・繋養していた馬であった。1歳のときにキーンランドセールにてエリザベス・アーデンに41000ドルで購入された。ジェットパイロットはアーデン所有のメインチャンスファーム名義で競走馬登録され、ロバート・トーマス・スミス厩舎に預けられた。
2歳より競走馬としてデビューし、ピムリコフューチュリティやトレモントステークスを含む4つのステークス競走で勝ちを収めた。またアーリントンフューチュリティでは2着に、シャンペンステークスでも3着に入っている。この時点の下馬評で、ジェットパイロットはケンタッキーダービーの有力候補に挙げられるようになった。
翌年1947年、ジェットパイロットはケンタッキーダービーの本戦において13番枠と不利な枠を引いた。しかしスタート直後から先頭に立つと、競りかけてくるオントラストやコズミックボムらを相手にしながらも終始譲らずに最後の直線まで向かった。直線では追い込んできた1番人気のファランクスからも逃げ切り、アタマ差でゴール線に飛び込んで優勝を果たした。翌戦プリークネスステークスでは勝ち馬フォルトレスの4着に敗れ、以後もしばらく勝ちに恵まれなかったが、秋に迎えたジャマイカハンデキャップでひさびさの勝利を得ている。
3歳シーズンで引退し、スペンドスリフトファームで種牡馬となった。死亡した1965年の前年まで種付けを行っており、その中からジェットアクション、マートルズジェット、ローズジェットなどの活躍馬も出している。

## 評価

### おもな勝鞍
※当時はグレード制未導入
1946年（2歳） 12戦5勝
ピムリコナーサリーステークス、ナショナルスタリオンステークス、ピムリコフューチュリティ、トレモントステークス
2着 - アーリントンフューチュリティ、コモンウェルスステークス
1947年（3歳） 5戦2勝
ケンタッキーダービー、ジャマイカハンデキャップ

## 血統表
| ジェットパイロットの血統（ブランドフォード系 / St. Simon 5x5=6.25%、 Isinglass 父内5x5=6.25%） | ジェットパイロットの血統（ブランドフォード系 / St. Simon 5x5=6.25%、 Isinglass 父内5x5=6.25%） | ジェットパイロットの血統（ブランドフォード系 / St. Simon 5x5=6.25%、 Isinglass 父内5x5=6.25%） | （血統表の出典）   | （血統表の出典） |
| 父 Blenheim 1927 青鹿毛 イギリス                                                               | 父の父Blandford 1919 青鹿毛 アイルランド                                                       | Swynford                                                                                       | John o'gaunt       | John o'gaunt     |
| 父 Blenheim 1927 青鹿毛 イギリス                                                               | 父の父Blandford 1919 青鹿毛 アイルランド                                                       | Swynford                                                                                       | Canterbury Pilgrim |                  |
| 父 Blenheim 1927 青鹿毛 イギリス                                                               | 父の父Blandford 1919 青鹿毛 アイルランド                                                       | Blanche                                                                                        | White Eagle        | White Eagle      |
| 父 Blenheim 1927 青鹿毛 イギリス                                                               | 父の父Blandford 1919 青鹿毛 アイルランド                                                       | Blanche                                                                                        | Black Cherry       |                  |
| 父 Blenheim 1927 青鹿毛 イギリス                                                               | 父の母Malva 1919 青鹿毛 イギリス                                                               | Charles Omalley                                                                                | Desmond            | Desmond          |
| 父 Blenheim 1927 青鹿毛 イギリス                                                               | 父の母Malva 1919 青鹿毛 イギリス                                                               | Charles Omalley                                                                                | Goody Two-shoes    |                  |
| 父 Blenheim 1927 青鹿毛 イギリス                                                               | 父の母Malva 1919 青鹿毛 イギリス                                                               | Wild Arum                                                                                      | Robert Le Diable   | Robert Le Diable |
| 父 Blenheim 1927 青鹿毛 イギリス                                                               | 父の母Malva 1919 青鹿毛 イギリス                                                               | Wild Arum                                                                                      | Marliacea          |                  |
| 母 Black Wave 1935 鹿毛 アメリカ                                                               | 母の父Sir Gallahad 1920 鹿毛 フランス                                                          | Teddy                                                                                          | Ajax               | Ajax             |
| 母 Black Wave 1935 鹿毛 アメリカ                                                               | 母の父Sir Gallahad 1920 鹿毛 フランス                                                          | Teddy                                                                                          | Rondeau            |                  |
| 母 Black Wave 1935 鹿毛 アメリカ                                                               | 母の父Sir Gallahad 1920 鹿毛 フランス                                                          | Plucky Liege                                                                                   | Spearmint          | Spearmint        |
| 母 Black Wave 1935 鹿毛 アメリカ                                                               | 母の父Sir Gallahad 1920 鹿毛 フランス                                                          | Plucky Liege                                                                                   | Concertina         |                  |
| 母 Black Wave 1935 鹿毛 アメリカ                                                               | 母の母Black Curl 1924 栗毛 アメリカ                                                            | Friar Rock                                                                                     | Rock Sand          | Rock Sand        |
| 母 Black Wave 1935 鹿毛 アメリカ                                                               | 母の母Black Curl 1924 栗毛 アメリカ                                                            | Friar Rock                                                                                     | Fairy Gold         |                  |
| 母 Black Wave 1935 鹿毛 アメリカ                                                               | 母の母Black Curl 1924 栗毛 アメリカ                                                            | Frizeur                                                                                        | Sweeper            | Sweeper          |
| 母 Black Wave 1935 鹿毛 アメリカ                                                               | 母の母Black Curl 1924 栗毛 アメリカ                                                            | Frizeur                                                                                        | Frizette F-No.13-c |                  |